# Mongkol Namnuad
Mongkol Namnuad (tiếng Thái: มงคล นามนวด; sinh ngày 16 tháng 9 năm 1985) là một cầu thủ bóng đá từ Thái Lan. Anh hiện tại thi đấu cho Navy ở Giải bóng đá Ngoại hạng Thái Lan.

## Danh hiệu

### Câu lạc bộ
Muangthong United
- Giải bóng đá Ngoại hạng Thái Lan Vô địch (1): 2012